# 六两河街道
六两河街道是中华人民共和国湖北省襄阳市襄州区下辖的一个街道办事处。

## 行政区划
六两河街道下辖以下村级行政区划单位：
六两河社区、史台社区、田寨社区、西岗社区、金源社区。